# هورلوید

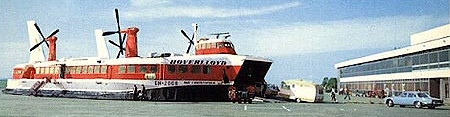
یکی از هاورکرافت‌های شرکت هُورلوید در دهه ۱۹۷۰

هُورلوید ارائه دهنده خدمات حمل و نقل هاواکرافت بین رامس‌گیت، انگلستان به کاله، فرانسه است.
این شرکت خدمات خود را با کمک چهار دستگاه اس‌آر.ان۴ که مدلی از هاورکرافت هستند انجام می‌داد و با شرکت سی‌اسپید (متعلق به راه‌آهن انگلستان) در حال رقابت بود.